# 紅雲紅河集團
紅雲紅河煙草(集團)有限責任公司，簡稱紅雲紅河煙草集團，以及紅雲紅河集團（英語：Hongyunhonghe Tobacco Group Company Limited），是在2008年11月8日，由原紅雲集團和紅河集團合併而成立，總部及地址位於雲南省昆明市五華區紅錦路181號，董事長為姚慶艷。
現時主要經營煙草企業為主，包括昆明卷烟厂、红河卷烟厂、曲靖卷烟厂、会泽卷烟厂、新疆卷烟厂、乌兰浩特卷烟厂、山西昆明烟草有限责任公司、内蒙古昆明卷烟有限责任公司等企業。
其主要品牌分別云烟的「大重九」、「软礼印象」、「印象」、「硬珍品」、「软珍品」、「紫」、「软紫」、「小熊猫软珍品」，以及「小熊猫精品」；紅河的「红河·道」、「红河·v8」、「红河·99」、「红河·88」、「红河·甲级」，以及「红河·奔腾」；而其他則為「福·软精品」、「福·银」、「红山茶·紫」、「茶花·94mm」、「呼伦贝尔·硬」、「石林·软」、「石林·特制」、「香格里拉·蓝卡」、「雪莲·蓝精品」，以及「小熊貓．精品」。

## 連結
- 紅雲紅河煙草(集團)有限責任公司 （页面存档备份，存于）